# Swiss Indoors 2022
Swiss Indoors 2022 — тенісний турнір, що проходив на кортах з твердим покриттям у місті Базель, Швейцарія з 24 до 30 жовтня. Належав до категорії ATP 500.

## Фінальна частина

### Одиночний розряд
Фелікс Оже-Аліассім —  Гольгер Руне 6–3, 7–5

### Парний розряд
Іван Додіг /  Остін Крайчек —  Ніколя Маю /  Едуар Роже-Васслен 6–4, 7–6(7–5)